# Ирелях
Иреля́х (якут. Иирэлээх) — река в Якутии, левый приток реки Оччугуй-Ботуобуя (бассейн Вилюя). Длина — 112 км, площадь водосборного бассейна — 829 км².

## Водный режим
Питание реки — снеговое и дождевое. Среднегодовой расход воды — у города Мирного (38 км от устья) 2 м³/с, наибольший — 135 м³/с. Ледостав с начала октября до 2-й половины мая; зимой, река промерзает до дна. Используется для водоснабжения города Мирного. В бассейне реки находятся месторождения алмазов.

## Экология
17 августа 2018 года в результате размыва нескольких дамб в Мирнинском районе в реку попала загрязнённая техническая вода. Загрязнение прошло по реке Ирелях, Оччугуй-Ботуобуя и Вилюй, концентрация «взвешенных веществ» в последнем возле села Сунтар превысила норму в 20 раз.